# Victoria (personagem)
Victoria é uma personagem fictícia da série Twilight (Crepúsculo, em português), da escritora estadunidense Stephenie Meyer. Victoria aparece em destaque nos livros Crepúsculo e Eclipse.
Nas duas primeiras adaptações cinematográficas da série, os filmes Twilight (em português Crepúsculo) e New Moon (em português, Lua Nova), Victoria foi interpretada pela atriz Rachelle Lefevre. No entanto, na terceira parte da história, Eclipse, lançado em 30 de Junho de 2010, quem lhe deu vida foi Bryce Dallas Howard.

## História pessoal
Victoria é uma vampira nômade que originalmente fazia parte do bando de James, sendo sua parceira. Quando Victoria era humana vivia com sua família no México, com sua mãe, seu pai e seu irmão mais velho. Victoria sempre gostou muito de esportes, e por esse motivo ela sempre viajava muito para participar de campeonatos. Em uma dessas viagens, ela conheceu James, um vampiro.

### Crepúsculo
Victoria faz sua primeira aparição neste livro, no Capítulo 17: O Jogo. Nele, enquanto caçava novas vítimas, encontra uma família de vampiros civilizados, os Cullen. James resolve caçar a humana que estava com eles, Bella Swan. Após uma série de eventos, seu parceiro é destruído e Victoria parte para se vingar dos que o mataram.

### Lua Nova
Em "Lua Nova" Victoria decide se vingar de Edward Cullen, por causar a morte de James, matando sua parceira, Bella. A vampira chega a pedir a seu ex-colega de clã, Laurent, que vá observar os Cullen, saber o quão difícil será chegar até a humana. Laurent é morto no caminho. Ela então parte para Forks, a fim de conseguir sua revanche. Porém, agora os transfiguradores quileutes, protegem a garota de forma inexpugnável. Não conseguindo, a vampira acaba criando toda a trama que se veria no terceiro livro da saga.

### Eclipse
Em "Eclipse", Victoria cria vários vampiros para usar em uma batalha contra os Cullen, após seu companheiro ser morto por eles. Esses novos vampiros possuem uma força maior que os vampiros comuns, porém, devido à sua inexperiência, não sabem lidar com seus instintos. Apesar de tê-los criado, os "recém-criados" não deveriam conhecê-la, saber seu nome (eles o tratavam por "Ela"), ou mesmo saber como ela era - uma vez que a vampira Alice Cullen, que pode prever o futuro, faria a ligação entre Victoria e o exército (algo que a vampira ruiva não queria). A ideia do exército provavelmente surgiu no Texas, e Victoria precisava de alguém para ajudá-la. Ela então cria Riley, que deve ser seu braço direito. Eventualmente, quando seu exército estava lutando com os Cullen e os lobos, ela e Riley partem atrás de seu verdadeiro alvo. Eles então se deparam com Edward, Bella, e o lobisomem Seth. Ela luta contra Edward, enquanto Riley enfrenta Seth. Seth mata Riley e Victoria tenta fugir, mas Edward a engana com uma voz hipnótica, lendo seus pensamentos. Victoria (resistindo a seus instintos de sobrevivência) tenta, uma última vez, matar Bella- o que a leva a sua morte quando Edward arranca sua cabeça do corpo, decaptando-a. Victoria e Riley foram então queimados, e seu exército foi derrotado pelos Cullen e os outros Quileutes. Estes fatos foram aprofundados na novela A Breve Segunda Vida de Bree Tanner, (spin-off de "Eclipse") onde Victoria faz uma pequena aparição, quando esta discute com os Volturi.

## Características
Bella Swan a descreve no primeiro livro como sendo impetuosa, contudo, sua característica mais marcante são seus cabelos ruivos, caóticos, como uma chama. Uma ideia bastante repetida na série é que tem uma postura distintamente felina, com um corpo que serpenteia. Em "Eclipse", antes da batalha final, é dito que sua voz é "suave, um tinir de soprano infantil". Seus olhos são de um vinho profundo. Sua pele é branca, muito pálida, e como os vampiros da série, brilha como diamante à luz do sol.

### Habilidade
Edward diz que ela tem como poder um senso de auto-preservação fora do normal, sendo este muito útil para James.  Este dom viria a ser a necessidade instintiva de fazer o que for necessário para permanecer vivo, funcionando para saber como burlar um ataque inimigo e para onde correr, a fim de sobreviver. Esta habilidade especial provavelmente foi o que a fez capaz de escapar de ser morta pelos Quileutes tantas vezes.

## Relações amorosas

### James
James era o parceiro de caça de Victoria. Ambos, juntamente de Laurent, faziam parte de um clã que vagava pelo Norte, incluindo a área que vai deste Ontário até Seattle, matando humanos desavisados. Após a morte de James em um de seus jogos mortais (de rastrear até a morte suas vítimas), Victoria decide se vingar de Edward Cullen, infligindo nele a mesma dor que ela sente. Em "Eclipse" é dito que James só a mantinha por perto por causa de seu dom excepcional para fuga.

### Riley
Criado unicamente para destruir Edward na invasão de Forks, só fica sabendo disso segundos antes de ser morto. É ele quem ajuda a vampira a liderar os recém-criados, e só realiza seu trabalho por causa de seu amor por Victoria, que ela finge corresponder. Na versão cinemátográfica de Eclipse, apresentam Riley como sendo nativo de Forks, e por isso Victoria o teria escolhido para auxiliá-la em seus planos.